# 1996 en musique
| \| • Retour à la chronologie générale de la musique populaire • \| |
| XXIe siècle • XXe siècle • XIXe siècle • XVIIIe siècle XVIIe siècle • XVIe siècle • XVe siècle • XIVe siècle XIIIe siècle • XIIe siècle • XIe siècle • Xe siècle IXe siècle • VIIIe siècle • Haut Moyen Âge • Rome • Grèce |
| • Retour à la chronologie générale de la musique populaire • |

| • Retour à la chronologie générale de la musique populaire • |

| Années de la musique populaire : 1993 - 1994 - 1995 - 1996 - 1997 - 1998 - 1999    |
| Décennies de la musique populaire : 1960 - 1970 - 1980 - 1990 - 2000 - 2010 - 2020 |

Cet article présente les faits marquants de l'année 1996 en musique.

## Faits marquants

### En France
- Environ 30 millions de singles et 118 millions d'albums sont vendus en France en 1996[1].
- Premier succès d'Hélène Ségara (Je vous aime adieu).
- La mode des boys band engendre la création des groupes 2Be3, Alliage et G-Squad.
- 15 juin : En concert à Lyon, Mylène Farmer fait une chute de plusieurs mètres de haut et, blessée, doit reporter toutes les dates de son Tour 1996. Le clip de California, réalisé par Abel Ferrara, défraie la chronique.
- 24 novembre : Johnny Hallyday donne un concert gratuit à Las Vegas.
- Céline Dion se produit durant 8 soirs à Bercy (3 en janvier et 5 en septembre).
- Confirmation du succès de Zazie (Larsen, Zen, Un point c’est toi...) et de Pascal Obispo (Tombé pour elle, Tu compliques tout, Personne...).
- Décès de Rina Ketty et Mireille.

### Dans le monde
- Premiers succès de Robbie Williams (Freedom), Spice Girls (Wannabe), Jay-Z (Ain’t no nigga), Enrique Iglesias (Si tu te vas), No Doubt (Don't speak) et The Corrs (Runaway).
- Dernière tournée mondiale de Michael Jackson (HIStory World Tour).
- Décès de Ella Fitzgerald et 2Pac.

## Disques sortis en 1996
- Albums sortis en 1996
- Singles sortis en 1996

## Succès de l'année en France (Singles)

### Chansons classées Numéro 1
Cette liste présente, par ordre chronologique, tous les titres s'étant classés à la première place du Top 50 durant l'année 1996.
- Coolio : Gangsta's paradise
- Ophélie Winter : Dieu m'a donné la foi
- Babylon Zoo : Spaceman
- Boris : Soirée disco
- Robert Miles : Children
- Mark Snow : The X-Files
- Los del Río : Macarena
- Carrapicho : Tic, tic tac
- Fugees : Killing me softly
- Spice Girls : Wannabe
- Khaled : Aïcha
- Gala : Freed from Desire

### Chansons francophones
Cette liste présente, par ordre alphabétique, tous les titres francophones s'étant classés parmi les 15 premières places du Top 50 durant l'année 1996.
- 2Be3 : Partir un jour
- Akhenaton & Fonky Family : Bad boys de Marseille
- Alliance Ethnik : Honesty & jalousie
- Big Soul : Le brio
- Boris : Soirée disco
- Boris : Miss camping
- G-Squad : Raide dingue de toi
- Hélène Ségara : Je vous aime adieu
- Johnny Hallyday : L'Hymne à l'amour
- Johnny Hallyday : Tes tendres années
- Khaled :  Aïcha
- Festival Roblès : Ma caravane
- Les Chevaliers du fiel : Je te prendrai nue dans la Simca 1000
- Lilicub : Voyage en Italie
- Mylène Farmer : L'Instant X
- Mylène Farmer : California
- Mylène Farmer : Comme j'ai mal
- Mylène Farmer : Rêver
- Ophélie Winter : Dieu m'a donné la foi
- Ophélie Winter : Le feu qui m’attise
- Ophélie Winter : Shame on U
- Pascal Obispo : Personne
- Philippe Candelon & Barbara Scaff : Terre indigo
- Princess Erika : Faut qu’j’travaille
- Reciprok : Balance-toi
- Teri Moïse : Les poèmes de Michelle
- Teri Moïse : Je serai là
- Worlds Apart : Je te donne

### Chansons non francophones
Cette liste présente, par ordre alphabétique, tous les titres non francophones s'étant classés parmi les 10 premières places du Top 50 durant l'année 1996.
- 3T : Anything
- 3T : I need you
- 3T & Michael Jackson : Why
- Ace of Base : Beautiful life
- Babylon Zoo : Spaceman
- Backstreet Boys : We’ve got it goin’ on
- BBE : Seven days and one week
- Carrapicho : Tic, tic tac
- Céline Dion : All by myself
- Coolio : Gangsta's paradise
- Coolio : 1, 2, 3, 4
- Donna Lewis : I love you always forever
- Eric Clapton : Change the world
- Eros Ramazzotti : Piu bella cosa
- Everything but the Girl : Missing
- Florent Pagny : Caruso
- Florent Pagny : Oh happy day
- Fool's Garden : Lemon Tree
- Fugees : Killing me softly
- Gala : Freed from Desire
- George Michael : Jesus to a child
- George Michael : Fastlove
- Joan Osborne : One of us
- Khadja Nin : Sambolera mayi son
- Los del Río : Macarena
- Los del Mar : Macarena
- Luniz : I got 5 on it
- Mariah Carey & Boyz II Men : One sweet day
- Mark Snow : The X-Files
- Metallica : Until it sleeps
- Michael Jackson : Earth Song
- Michael Jackson : They don’t care about us
- Nada Surf : Popular
- Nas : If I ruled the world
- No Mercy : Where do you go
- Oasis : Wonderwall
- Paradisio : Baïlando
- Robert Miles : Children
- Robert Miles : Fable
- Sister Queen : Let me be a drag queen
- Spice Girls : Wannabe
- Spice Girls : Say you’ll be there
- The Outhere Brothers : Boom boom boom
- Tina Turner : GoldenEye
- Worlds Apart : Baby come back
- Worlds Apart : Everybody
- Worlds Apart : Everlasting love
- Zhi-Vago : Celebrate the love
- Zucchero : Il volo

## Succès de l'année en France (Albums)
Cette liste présente, par ordre alphabétique, les albums sortis en 1996 ayant obtenu une certification Platine ou Diamant en France.

### Disques de diamant (Plus d'un million de ventes)
- Céline Dion : Falling into you
- Fugees : The Score
- Jean-Jacques Goldman : Singulier
- Pascal Obispo : Superflu
- Spice Girls : Spice

### Triples disques de platine (Plus de 900.000 ventes)
- Worlds Apart : Everybody

### Doubles disques de platine (Plus de 600.000 ventes)
- Céline Dion : Live à Paris
- Doc Gynéco : Première consultation
- Jamiroquai : Travelling without moving
- Michel Sardou : Les grands moments
- Noir Désir : 666.667 Club

### Disques de platine (Plus de 300.000 ventes)
- 3T : Brotherhood
- Axelle Red : A tâtons
- Barbara : Barbara
- Carrapicho : Festa do boi bumba
- Dany Brillant : Havana
- Eddy Mitchell : Mr Eddy
- Eros Ramazzotti : Dove c'è musica
- France Gall : France
- George Michael : Older
- Hélène Ségara : Cœur de verre
- Jimmy Cliff : Best of
- Johnny Hallyday : Lorada Tour
- Julio Iglesias : Tango
- Khaled : Sahra
- Les Enfoirés : La compil
- Michel Polnareff : Live at the Roxy
- Ophélie Winter : No Soucy !
- The Cranberries : To the faithful departed

## Succès internationaux de l’année
Cette liste présente, par ordre alphabétique, les trente titres et albums ayant eu le plus de succès dans les charts internationaux en 1996,.

### Singles
- 2 Pac et Dr. Dre : California Love
- Alanis Morissette : Ironic
- Babylon Zoo : Spaceman
- Blackstreet et Dr. Dre : No Diggity
- Bone Thugs-N-Harmony : Tha crossroads
- Celine Dion : Because You Loved Me
- Celine Dion : It's All Coming Back to Me Now
- Deep Blue Something : Breakfast at Tiffany's
- Donna Lewis : I love you always forever
- Eric Clapton : Change the world
- Everything But The Girl : Missing
- Fool's Garden : Lemon Tree
- Fugees : Killing Me Softly
- George Michael : Jesus to a Child
- George Michael : Fastlove
- Joan Osborne : One of Us
- Leah Andreone : It's Alright, It's OK
- Los del Rio : Macarena
- Mariah Carey : Always Be My Baby
- Michael Jackson : They Don't Care About Us
- Mr. President : Coco Jamboo
- No Mercy : Where do you go ?
- Oasis : Wonderwall
- Oasis : Don't Look Back in Anger
- OMC : How Bizarre
- Robert Miles : Children
- Spice Girls : Wannabe
- Spice Girls : Say You'll Be There
- Take That : How Deep Is Your Love
- The Prodigy : Breathe
- Toni Braxton : Un-Break My Heart

### Albums
- 2Pac : All eyez on me
- Backstreet Boys : Backstreet Boys
- Beck : Odelay
- Bryan Adams : 18 til I die
- Celine Dion : Falling into you
- Counting Crows : Recovering the satellites
- Fugees : The Score
- George Michael : Older
- Joan Osborne : Relish
- Madonna : Evita
- Metallica : Load
- NAS : It was written
- Nirvana : From the muddy banks of the wishkah
- No Doubt : Tragic Kingdom
- Pearl Jam : No code
- Phil Collins : Dance into the light
- Rage Against The Machine : Evil empire
- R.E.M. : New adventures in hi-fi
- Shania Twain : The woman in me
- Simply Red : Greatest hits
- Soundgarden : Down on the upside
- Spice Girls : Spice
- Sting : Mercury falling
- The Beatles : Anthology 2
- The Beatles : Anthology 3
- The Cranberries : To the faithful departed
- Toni Braxton : Secrets
- Tool : Ænima
- Van Halen : Best of: Volume 1
- Whitney Houston : Waiting to exhale

## Récompenses
- États-Unis : 39e cérémonie des Grammy Awards
- États-Unis : American Music Awards 1996 (en)
- États-Unis : 1996 MTV Video Music Awards (en)
- Europe : MTV Europe Music Awards 1996
- Europe : Concours Eurovision de la chanson 1996
- France : 12e cérémonie des Victoires de la musique
- Québec : 18e gala des prix Félix
- Royaume-Uni : Brit Awards 1996

## Formations et séparations de groupes
- Groupe de musique formé en 1996
- Groupe de musique séparé en 1996

## Naissances
- 27 janvier : Squeezie, vidéaste web et rappeur français, membre de Trei Degete
- 6 avril : Jack Stauber, chanteur et multi instrumentiste américain
- 19 avril : Oli, rappeur français.
- 14 mai : Martin Garrix, DJ néerlandais
- 15 mai : Birdy, chanteuse britannique
- 3 juillet : Kendji Girac, chanteur français
- 10 août : Jacob Latimore, chanteur, danseur et acteur américain.
- 14 septembre : Hoshi, chanteuse française
- 7 octobre : Lewis Capaldi, chanteur écossais
- 1er novembre : Lil Peep, rappeur américain (°15 novembre 2017)
- 7 novembre : Lorde, chanteuse néo-zélandaise
- 26 novembre : Louane, chanteuse française
- 12 décembre : Marwa Loud, chanteuse française
- 17 décembre : Kungs, DJ français

## Décès
- 3 janvier : Philippe Constantin, producteur musical français.
- 14 janvier : Pamélo Mounka, chanteur auteur-compositeur et arrangeur congolais.
- 15 janvier : Les Baxter, musicien, compositeur, arrangeur et chanteur américain.
- 20 janvier : Gerry Mulligan, musicien de jazz américain, saxophoniste baryton et soprano, pianiste, chef d'orchestre, compositeur et arrangeur
- 25 janvier : Jonathan Larson, compositeur et parolier américain de comédies musicales.
- 3 février : East, rappeur français.
- 16 février : Brownie McGhee, chanteur et guitariste de blues américain.
- 20 février : Tōru Takemitsu, compositeur japonais.
- 31 mars : Jeffrey Lee Pierce, chanteur, guitariste et auteur-compositeur américain.
- 3 avril : Jo Privat, accordéoniste français.
- 18 avril : Mike Leander, musicien, arrangeur, auteur-compositeur et producteur britannique.
- 25 mai : Bradley Nowell, chanteur et guitariste du groupe de ska américain Sublime.
- 15 juin : Ella Fitzgerald, chanteuse américaine de jazz.
- 18 juin : Glenmor, auteur-compositeur-interprète breton.
- 17 juillet : Chas Chandler, bassiste de rock britannique du groupe The Animals.
- 17 juillet : Marcel Dadi, guitariste français.
- 29 juillet : Jason Thirsk, bassiste du groupe de punk Pennywise.
- 2 août : Frida Boccara, chanteuse française.
- 9 septembre : Bill Monroe, musicien et auteur-compositeur de bluegrass américain.
- 13 septembre : 2Pac, rappeur américain.
- 10 novembre : Yaki Kadafi, rappeur américain, membre d'Outlawz.
- 18 décembre : Irving Caesar, auteur-compositeur américain.
- 23 décembre : Rina Ketty, chanteuse française.
- 29 décembre : Mireille, chanteuse, compositrice et animatrice de télévision française.